# Паранорман
Паранорман (енгл. ParaNorman) је амерички анимирани филм студија Лајка из 2012. године.
Упркос скромној заради на биоскопским благајнама , Паранорман је наишао на добар пријем код критичара и био је номинова за награде Оскар и БАФТА у категорији Најбољи анимирани филм.

## Улоге
| Глумац              | Улога        |
| ------------------- | ------------ |
| Коди Смит-Макфи     | Норман Бабок |
| Такер Албризи       | Нил Даун     |
| Ана Кендрик         | Кортни Бабок |
| Кејси Афлек         | Мич          |
| Кристофер Минц-Плас | Алвин        |
| Лесли Ман           | Сандра Бабок |
| Џеф Гарлин          | Пери Бабок   |
| Џодел Ферланд       | Аги          |